# Rooster Blues
Rooster Blues Records was een Amerikaans platenlabel waarop blues uitkwam. Het werd in 1980 opgericht door bluesschrijver en producer Jim O'Neal, de naam was ontleend aan een song van Lightnin' Slim. Het label bracht in het begin veertien albums van South Side-bluesmusici uit, na een verhuizing naar Clarksdale (Mississippi) ging het zich richten op Delta-bluesmuzikanten. Op Rooster Blues verschenen platen van onder meer Magic Slim, Otis Clay, Eddy Clearwater, Big Daddy Kinsey, Eddie C. Campbell, John Littlejohn en Larry Davis. In 1998 was het een tijd lang niet actief en een jaar later werd het verkocht aan Bottled MaJic Music van, in die tijd, Rob Johnson. O'Neal bleef bij het label betrokken als producer. In 2000 vierde het zijn twintigjarig bestaan met een verzamelalbum. In 2004 werd het label opgedoekt.